# Stretchia plusiaeformis
Stretchia plusiaeformis là một loài bướm đêm trong họ Noctuidae.